# Heidi Pihlaja
Heidi Pihlaja (* 6. November 1988; als Heidi Kivelä) ist eine ehemalige finnische Fußballspielerin.

## Karriere

### Vereine
Aus der Jugendmannschaft von Ilves Tampere hervorgegangen, rückte Kivelä zur Spielzeit 2009 in die erste Mannschaft auf, für die sie bis zum Ende der Spielzeit 2011 in der Naisten Liiga, der höchsten Spielklasse im finnischen Frauenfußball, aktiv gewesen ist. Mit 31 Toren in 65 Punktspielen erzielte sie – insbesondere als Mittelfeldspielerin  – eine bemerkenswerte Torquote.
In vier Spielzeiten, in denen sie für den Ligakonkurrenten PK-35 Vantaa aktiv gewesen ist, erzielte sie 43 Tore in 89 Punktspielen. Während ihrer Vereinszugehörigkeit gewann sie mit der Mannschaft dreimal die Meisterschaft und zweimal den nationalen Vereinspokal. Dieser wurde am 30. September 2012 mit 2:1 gegen Pallokissat Kuopio und am 29. September 2013 mit 2:0 gegen HJK Helsinki errungen.
Dieser Verein verpflichtete sie zur Spielzeit 2016, jedoch kam sie seitdem und bis zum Ende der Spielzeit 2021 für den Klubi 04, der Zweitvertretung, in der dritthöchsten Spielklasse (Naiset Kolmonen) zu 57 Punktspielen, in denen sie 74 Tore erzielte.

### Nationalmannschaft
Nachdem Kivelä für die U19-Nationalmannschaft in den Qualifikationsrunden für die Europameisterschaften 2006 und 2007 in insgesamt sieben Spielen eingesetzt worden ist und drei Tore erzielt hatte, gehörte sie später dem Kader für die U20-Weltmeisterschaft 2006 in Russland an und bestritt alle drei Spiele der Gruppe B. Mit drei Niederlagen und einem Torverhältnis von 1:12 schied sie mit ihrer Mannschaft vorzeitig aus dem Turnier aus. 
Ihr A-Länderspieldebüt gab sie am 14. Februar 2013 in Eerikkilä beim 5:0-Sieg über die Nationalmannschaft Russlands. Im selben Jahr nahm sie am Turnier um den Zypern-Cup 2013 teil und bestritt das am 13. März in Paralimni mit 1:0 gegen die Nationalmannschaft Irlands gewonnene Spiel um Platz 7. Am 7. April gehörte sie der Mannschaft an, die in Senec das in Freundschaft ausgetragene Länderspiel gegen die Nationalmannschaft der Slowakei mit 1:3 verlor.
Sie gehörte zudem zum Aufgebot für die Europameisterschaft 2013 im Nachbarland Schweden. Ihr einziges Turnierspiel bestritt sie am 16. Juli in Göteborg beim 1:1-Unentschieden gegen die Nationalmannschaft Dänemarks mit dem dritten Spiel der Gruppe A, in dem sie für Laura Kivistö in der 79. Minute eingewechselt wurde. Am 25. September und am 31. Oktober kam sie im zweiten und dritten Spiel der WM-Qualifikationsgruppe 7 beim 2:1-Sieg über die Nationalmannschaft Österreichs in Turku und beim 1:0-Sieg über die Nationalmannschaft Kasachstans in Helsinki zum Einsatz.
Nach dem 3:1-Sieg über die Nationalmannschaft Schottlands in Eerikkilä, bestritt sie das erste Spiel der Gruppe A sowie das Spiel um Platz 11 im Turnier um den Zypern-Cup 2014. Auch in den beiden Spielen der WM-Qualifikationsgruppe 7 am 5. April in Győr beim 4:0-Sieg über die Nationalmannschaft Ungarns und am 14. Juni in Wiener Neustadt bei der 1:3-Niederlage gegen die Nationalmannschaft Österreichs wurde sie – nunmehr unter dem Namen Pihlaja –eingesetzt.

## Erfolge
- Finnischer Meister 2012, 2014, 2015 (mit PK-35 Vantaa)
- Finnischer Pokal-Sieger 2012, 2013 (mit PK-35 Vantaa)